# سد إمفوت
سد إمفوت هو سد يقع في الجماعة القروية مشرع بن عبو بإقليم سطات، على وادي أم الربيع. تم إنجاز سد إمفوت بين عامي 1939 و1944 لتحويل المياه التي ينظمها سد المسيرة إلى الخدمة المنخفضة (61000 هكتار)، والخدمة العالية (35000 هكتار) في دكالة عبدة عن طريق إنتاج الطاقة بواسطة التوربينات عند تدفق المياه.
خلال سنة 2021، وفي إطار البرنامج الوطني للتزويد بالماء الشروب ومياه السقي، تم تخصيص ميزانية مهمة لبناء خمسة سدود مائية ومن ضمن هذه المشاريع تعلية سد إمفوت.